# Potravinová bezpečnost v Číně
Potravinová bezpečnost v Číně představuje index či měřítko určující dostupnost potravin a schopnost jednotlivců mít k těmto potravinám přístup. Termín potravinové bezpečnosti byl finálně definován v roce 1996 na World Food Conference.

## Největší ohrožení
Systém produkce potravin spolu a jeho množství je ovlivněno řadou proměnlivých faktorů. Mezi největší rizika se řadí například růst světové populace, současná změna klimatu, nedostatek vody, ztráta úrodné půdy, závislost na fosilních palivech a růst ceny energie či jídla. Tyto faktory spolu s demografickými změnami představují pro populaci stále větší výzvu.
Největším nebezpečím pro potravinovou bezpečnost v Číně je růst populace, nedostatek vody a kontaminace půdy.

## Faktory

### Růst populace
Čína je nejlidnatějším státem světa a má v současnosti (2020) přes 1,4 miliardy obyvatel, což je téměř jedna pětina z celé světové populace. Každým novým přírůstkem je vytvářen veliký tlak na životní prostředí.
Čína je celosvětově největším konzumentem potravin. Celkové množství vyprodukovaného jídla činilo v roce 2018 více než 660 milionů tun, což je o 30 % více jídla než v roce 1996 (500 milionů tun). Čína je zcela soběstačná v produkci obilovin, které v roce 2018 činily 90 % z celkové produkce jídla. Také je největším spotřebitelem sójových bobů, které využívá především jako krmivo. Kvůli neschopnosti uspokojit domácí poptávku je však velmi závislá na dovozu sójových bobů, který tvoří 75 % veškerého světového exportu této suroviny. 
Podle projekce OSN se však nárůst počtu obyvatel výrazně zpomaluje a očekává se, že v roce 2050 bude populace v Číně nižší než v současnosti.

### Nedostatek vody
Nedostatek vody má v současnosti kritický vliv na potravinovou bezpečnost Číny. Nejvíce postiženou oblastí je severní část Číny, která zažívá nejhorší sucha v historii země. Následkem je vadnutí plodin mající závažný dopad na produkci jídla a nemožnost farmářů dostat vodu na potřebná místa. Každým rokem přichází Čína během sklizně o 55 milionů tun plodin.Přímé ekonomické ztráty činí 1,6 miliardy jüanů (asi 227 milionů dolarů).
Vyřešit tuto situaci se Čína snažila vysazováním stromů, které však efektivní nebylo. Na záchranu vysychajících oblastí na severu Číny byl v roce 2002 schválen a spuštěn projekt nesoucí název South-to-North Water Diversion Project. Cílem je přečerpávat vodu z toku Jang-c’-ťiang do 1267 km vzdáleného Pekingu, odkud je voda dále distribuována do okolních regionů. Celá trasa je složena ze tří tras schopných ročně přečerpat na sever 44,8 miliard m³ vody. Dva kanály byly již dokončeny a uvedeny do provozu v roce 2014. Dokončení poslední trasy je naplánováno na rok 2050. Celkové náklady tohoto projektu přesahují finanční částku 62 miliard dolarů (asi 1,5 bilionu korun). Jedná se dosud o jeden z největších projektů vůbec.

### Kontaminace půdy
Kontaminace životního prostředí je v současnosti největším problémem Číny. Znečištěné jsou řeky, ovzduší i zemědělská půda. Kontaminována je také samotná Jang-c’-ťiang, pobřeží Tichého oceánu a jedna desetina zemědělské půdy (přes 12 milionů hektarů podle prohlášení čínské vlády v roce 2014). Zamoření toxickými látkami způsobuje každoroční znehodnocení půdy v hodnotě 20 miliard jüanů (asi 70 miliard korun).
Hlavním důvodem znečištění půdy těžkými kovy je neustále rozvíjející se průmysl od 70. let 20. století a používání levných pesticidů v zemědělství. Největší zastoupení ze skupiny těžkých kovů má chrom, který tvoří 54 % všech znečišťujících látek. Jen v oblasti kolem města Wu-chan se jich v zemi nachází čtrnáct. Jejich různorodost výrazně komplikuje hledání efektivního řešení. V roce 2018 utratila Čína za ošetření čtvrtiny své půdy 1 bilion jüanů (asi 3,5 bilionů korun). Pro srovnání, v roce 2017 bylo investováno na ošetření půdy pouze 7 miliard jüanů.
Celou situaci výrazně komplikuje řada neefektivních či neexistujících norem regulující znečišťování. Byť se v zemi nacházejí úřady na ochranu životního prostředí, jejich rozhodování nemá příliš velkou váhu. Znečištění životního prostředí v Číně je velmi závažným problémem pro obyvatele i celou potravinovou bezpečnost. Je zcela nevyhnutelné, aby Čína podnikla razantní a efektivní kroky při řešení tohoto problému, v opačném případě být bude mít znečištění velmi vážný dopad na zdraví obyvatel Číny.[zdroj⁠?!]